# Pierre Denier
Pierre Denier est un footballeur international belge devenu entraîneur, né le 9 novembre 1956 à Molenbeersel (Belgique). Avec Hans Visser, il assure la succession de Ronny Van Geneugden, comme entraîneur du KRC Genk à partir de mars 2009.
Cet ancien joueur du KFC Winterslag puis du KRC Genk entre naturellement dans l'encadrement technique de ce dernier club limbourgeois à partir de 1990. Il assure à cinq reprises, pour le moment, l'intérim du poste d'entraîneur de l'équipe professionnelle. 